# Holsted
 For alternative betydninger, se Holsted (Næstved).
Holsted er en by i Sydjylland med 3.029 indbyggere  (2024) i Holsted Sogn. Byen ligger i Vejen Kommune og hører under Region Syddanmark. Navnet er en afledning af det olddanske hol med betydningen "hul i en å" dvs. som bro eller overgangssted ved Holsted Å.
Byen består dels af Holsted By mod nord ved åen, dels af Holsted Stationsby. De er efterhånden vokset sammen. Det gør den lille by meget langstrakt med 4 km mellem de to yderste boligkvarterer. Holsted har to kirker: Holsted Kirke opført i 1885 og Sct. Peders Kirke opført i stationsbyen i 1928.
Holsted var mellem 1970 og 2007 en selvstændig kommune i det daværende Ribe Amt med fire sogne: Holsted, Føvling, Aastrup og Hovborg. I 2007 blev Holsted Kommune lagt sammen med Brørup Kommune, Vejen Kommune og Rødding Kommune i det nye Vejen Kommune
Holsted Station er et stoppested på jernbanen mellem Esbjerg og Kolding. Holsted ligger tæt ved Esbjergmotorvejen med 34 km til Esbjerg og 39 km til Kolding.

## Historie
Holsted var oprindelig en landsby beliggende på landevejen mellem Varde og Kolding. I 1682 bestod Holsted landsby af 12 gårde og 1 hus med jord. Det samlede dyrkede areal udgjorde 504,4 tønder land skyldsat til 50,61 tønder hartkorn. Driftsformen var græsmarksbrug med tægter.

I 1874 anlagdes jernbanen tværs over Jylland til Esbjerg. Banen fik station ved Holsted ca. 2 km syd for den gamle landsby. I 1879 beskriver Trap Danmark byen således: 
"Byerne Sønder- og Nørre-Holsted med Skole, Herredsfogedbolig, Thingsted og Arresthuus for Gjørding og Malt Herreders Jurisdiction, Kro, Jernbanestation". 
Beskrivelsen til trods lå næsten alle funktioner endnu i den gamle tingby ved landevejen. Omkring århundredeskiftet beskriver Trap Danmark Holsted således: 
"Holsted Kirke, beliggende ved Holsted-Aa; Holsted (delt i Nørre- og Sønder-H., der skilles ved Holsted Aa og ligger ved Landevejenes Krydsning, samt Stationsbyen, en Fjerdingvej mod S.), stor, købstadlignende Landsby — 1/2 1901: 224 Huse og 1175 Indb. — med Kirke, Skole, to Missionshuse (opf. 1889 og 1901), Forsamlingshus (opf. 1883), Skole, Efterskole, Ting- og Arresthus (opf. 1845 af Grundmur med 2 Stokv. i Midtpartiet, Arkitekt: M.G.B. Bindesbøll; Plads for 12 Arrestanter), Herredsfogedbolig (privat), Lægebolig, Dyrlægebolig, Fattiggaard for Føvling-H. Komm. (opr. 1869, Plads for 24 Lemmer), Sparekasse (opr. 1868; ..., Antal af Konti 1837), elektrisk Lysstation, Andelsmejeri, Mølle, Klædefabrik, Farveri, Handelsetablissementer, Haandværksdrift m. m., Hotel med Teater og Forsamlingssal, Gæstgiveri, Markedsplads (Marked i Jan., April, Aug. og Nov.), Jærnbane-, Telegraf- og Telefonst., Postkontor (Posthuset er opf. 1869) og Sessionssted for 4. Udskrivningskr.’ Lægder 14, 15, 17-27 og 70-74". 
Beskrivelsen til trods var der tale om to klart adskilte byer: tingbyen mod nord og stationsbyen mod syd. De faktiske forhold fremgår af folketællingen 1906, ifølge hvilken Holsted stationsby havde 446, mens Holsted By havde 826 indbyggere.
Længe forblev tingbyen og stationsbyen to adskilte bydannelser. Kun langsomt voksede tingbyen mod syd og stationsbyen mod nord.
Holsted Bys indbyggertal var i:
- 1906 828 indbyggere[6]
- 1911 808 indbyggere[6]
- 1916 857 indbyggere[6]
- 1921 1.014 indbyggere[7]
- 1925 1.039 indbyggere
- 1930 988 indbyggere[8]
- 1935 1.003 indbyggere[9]
- 1940 1.041 indbyggere[10]
- 1945 1.106 indbyggere[11]
- 1950 1.175 indbyggere[12]
- 1955 1142 indbyggere[13]
- 1960 1.081 indbyggere[14]
- 1965 1.218 indbyggere[15].

Holsted Stationsbys indbyggertal var i:
- 1906 446 indbyggere[6]
- 1911 552 indbyggere[6]
- 1916 524 indbyggere[6]
- 1921 638 indbyggere[7]
- 1925 699 indbyggere
- 1930 699 indbyggere[8]
- 1935 716 indbyggere[9]
- 1940 741 indbyggere[10]
- 1945 892 indbyggere[11]
- 1950 925 indbyggere[12]
- 1955 904 indbyggere[16]
- 1960 888 indbyggere[14]
- 1965 883 indbyggere[15].

I 1930 var erhvervsfordelingen i Holsted tingby med 988 indbyggere: 90 levede af landbrug, 349 af industri, 121 af handel, 101 af transport, 89 af immateriel virksomhed, 104 af husgerning, 101 var ude af erhverv og 33 uoplyst. For Holsted stationsby med 699 indbyggere: 41 levede af landbrug, 301 af industri, 114 af handel, 72 af transport, 18 af immateriel virksomhed, 63 af husgerning, 82 var ude af erhverv og 8 uoplyst.
Ved Kommunalreformen i 1970 gik de tre sognekommuner Holsted, Føvling, Aastrup og Hovborg sogn i Lindknud sognekommune lagt sammen i Holsted Kommune. Fra Hovborgs side var det på grund af en større tilknytning med en direkte ture og busforbindelse til Holsted. Mens den østlige del af det gamle Lindknud sogn blev lagt ind under Brørup Kommune. 
Ved Strukturreformen i 2007 hvor 275 kommuner blev til 98 større kommuner blev også Holsted Kommune sammenlagt med Brørup Kommune, Vejen Kommune og Rødding Kommune som en del af det nye Vejen Kommune i det nye Region Syddanmark. Allerede inden reformen var der et stærkt samarbejde mellem de tre kommuner i det tidligere Ribe Amt: Holsted, Brørup og Vejen kommuner. Blandt andet ved et fælleskommunalt museumsvæsen (Museet på Sønderskov), renovationsanlæg (Deponiselskabet Bobøl I/S) og på det sociale område (bl.a. Minibo i Holsted og Lille Veum i Brørup).

## Seværdigheder
En anden seværdighed er 4 km mod øst i Tirslundstenen. Det er Danmarks næststørste sten, næsten 4 m høj. Stenen ligger på en bakketop i Tirslund Plantage og kom med indlandsisen fra den skandinaviske halvø i løbet af istiden.

## Erhverv
I foråret 2014 åbnede slagterikoncernen Danish Crown et kreaturslagteri i byen. Slagteriet beskæftiger 330 medarbejdere og der slagtes 4.500 dyr om ugen. Det svarer til ca. halvdelen af alle de kreaturer, der slagtes om ugen i Danmark.

## Sports
Sportsligt har Holsted gennem en årrække markeret sig inden for speedway, og byens hold Holsted Speedway Klub har til huse på Moldow Speedway Arena et par kilometer syd for stationsbyen.

## Befolkning
| 2006  | 2007  | 2008  | 2009  | 2010  | 2011  | 2012  |
| ----- | ----- | ----- | ----- | ----- | ----- | ----- |
| 3.107 | 3.149 | 3.201 | 3.211 | 3.172 | 3.145 | 3.147 |

## Kendte personer født/opvokset i Holsted
- Kristian Kulmbach, YouTuber
- Inger Wolf, forfatter
- Kræsten Iversen, maler, professor ved Kunstakademiet
- Martha Christensen, forfatter
- Sven Clausen, forfatter og jurist
- Magdalene Lauridsen, forstander for den første danske husholdningsskole
- Tage Skou-Hansen, forfatter
- Trine Gadeberg, sanger
- Trine Jepsen, sangerinde, TV-vært og direktør for Schackenborg Fonden
- Preben Søes Skousen, grundlægger af Skousen Husholdningsmaskiner
- Patrick Egelund, professionel fodboldspiller får Efb i år 2017-2021, samt spillet for Danmark U/17 18 og 19 landshold
- Susanne Hessellund, Danmarks første kvindelige helikopterpilot og grundlægger af Bel air